# Verwaltungsgemeinschaft Saaletal
In de voormalige Verwaltungsgemeinschaft Saaletal werkten zeven gemeenten uit het district Burgenlandkreis samen ter vervulling van de gemeentelijke taken. Juridisch gezien behouden de deelnemende gemeenten hun zelfstandigheid.

## Geschiedenis
De Verwaltungsgemeinschaft Saaletal ontstond op 1 januari 2005 door de fusie van de Verwaltungsgemeinschaft Großkorbetha (6 gemeenten) en de Verwaltungsgemeinschaft Uichteritz (3 gemeenten), met uitzondering van de gemeente Markwerben.
Op 1 januari 2010 werd de deelnemende gemeente Uichteritz door de stad Weißenfels geannexeerd en verlieten daarmee de Verwaltungsgemeinschaft. Goseck ging op dezelfde datum over naar de Verbandsgemeinde Unstruttal.
Op 1 september 2010 werden de overgebleven gemeenten geannexeerd door Weißenfels en de Verwaltungsgemeinschaft Saaletal opgeheven.

## Deelnemende gemeenten
Deelnemende gemeente met bijbehorende Ortsteile waren:
- Burgwerben
- Großkorbetha
- Reichardtswerben
- Schkortleben
- Storkau met Obschütz en Pettstädt
- Tagewerben
- Wengelsdorf met Leina en Kraßlau